# Klas Lestander
Klas Ivar Vilhelm Lestander (* 18. April 1931 in Arjeplog, Norrbottens län; † 13. Januar 2023 ebenda) war ein schwedischer Biathlet.
Klas Lestander war Sohn einer Bauernfamilie. Er war passionierter Jäger und lernte das Zimmermannshandwerk, musste diese Tätigkeit jedoch nach einem Arbeitsunfall aufgeben.
Lestrander war zunächst Skilangläufer, der aufgrund seiner guten Schießleistungen zum Biathlon wechselte. Er verzichtete auf die Biathlon-Weltmeisterschaft 1959, um sich besser auf die Olympischen Spiele von 1960 in Squaw Valley vorzubereiten. Das zahlte sich für Lestander aus, er wurde der erste Olympiasieger im Biathlon. Auf der 20-Kilometer-Distanz lief er zwar nur die fünfzehntbeste Zeit, blieb aber als erster Starter bei einer internationalen Meisterschaft ohne jeden Fehlschuss, womit er die Fehlerzeiten der anderen Läufer kompensieren konnte. Es dauerte bis zu den Olympischen Spielen 2006 in Turin, bis wieder ein Schwede Olympiasieger im Biathlon wurde: Anna Carin Olofsson siegte im Massenstartrennen der Frauen. Im folgenden Jahr nahm er noch einmal an der Weltmeisterschaft in Umeå teil, verpasste aber als Neuntplatzierter eine weitere Medaille. Wäre der Mannschaftswettbewerb nicht nur informell gewesen, hätte er immerhin mit der schwedischen Mannschaft die Bronzemedaille gewonnen. Nach der WM beendete er im Alter von 30 Jahren seine aktive Karriere, einen nationalen Titel konnte er nie erringen.
Im seiner Heimatstadt Arjeplog wurde Lestander dadurch geehrt, dass ein Platz nach ihm benannt wurde, der Guld-Klas Torg (Gold-Klas-Platz). Sein Cousin Paul Lestander war von 1982 bis 1989 für die Vänsterpartiet kommunisterna Mitglied des schwedischen Reichstags. Sein Sohn Dan Lestander ist Bildhauer. Er gewann bei den Kunstwettbewerben der Olympischen Winterspiele 1992 eine Goldmedaille für eine seiner Schneeskulpturen.